# Румессен, Вардо Вольдемарович
Ва́рдо Вольдемарович Руме́ссен (эст. Vardo Rumessen ; 8 августа 1942, Пярну — 25 августа 2015) — эстонский пианист, музыковед и политик.
Родился в Пярну в семье музыкантов. Его отец, Вольдемар Румессен, был хормейстером и преподавателем музыки. Мать, Вельда Румессен, была оперной певицей.

## Образование
Окончил Таллинское музыкальное училище, а затем — в 1971 году — окончил Таллинскую консерваторию.

## Биография
- 1969—1972 — концертмейстер оперной студии Таллинской консерватории
- 1973 — музыкальный редактор Эстонского радио
- 1973—1975 — преподаватель фортепиано в Таллинском педагогическом институте
- 1975—1991 — старший преподаватель класса фортепиано Таллинской консерватории
- 1978—1985 — музыкальный редактор нотных изданий Эстонского музыкального фонда
- 1987—1992 — Музыкальный продюсер объединения «Ээсти контсерт» («Эстонский концерт»)

## Политическая карьера
- 1989 — член временного правления Комитетов граждан Эстонии
- 1989—1995 — член Партии национальной независимости Эстонии
- 1990 — депутат Конгресса Эстонии
- 1990—1992 — член правления Комитета Эстонии
- 1992 — член Конституционной ассамблеи Эстонии
- с 1995 года — член партии Исамаалийт
- 1992—1995 и в 1999-2003 годы — депутат Рийгикогу (Парламент Эстонии)

## Награды и звания
- 1973 Член Союза композиторов Эстонской ССР, позже — член правления Союза композиторов ЭССР
- Орден Государственного герба 5-й степени (2005)

## Семья
Был женат вторым браком на Маайе Румессен (работает в оперном хоре Театра Эстония).
Первая жена — певица Тийу Левальд.
Имел дочь Инге (род. 1977)